# Жовтневий сюрприз
У політичному жаргоні США жовтневий сюрприз (англ. October surprise) — новинна подія, яка може вплинути на результат майбутніх листопадових виборів (особливо виборів президента США). Оскільки день національних виборів (як і багатьох державних та місцевих виборів) на початку листопада, події, що відбуваються в жовтні, мають більший потенціал для впливу на рішення виборців; таким чином, якась спланована чи спонтанна новина напередодні виборів може або змінити їхній хід, або підсилити неминуче.
Термін «жовтневий сюрприз» уперше вжив Вільям Кейсі, коли працював менеджером президентської кампанії Рональда Рейгана 1980 року. Натомість саме́ явище жовтневих подій напередодні виборів спостерігалося і до введення цього терміна.

## До 1980 року
У середині жовтня 1840 року, незадовго до президентських виборів 1840, федеральні прокурори оголосили про плани звинуватити найвищих чиновників партії вігів у «щонайдивовижнішому і найжорстокішому шахрайстві» за те, що вони платили пенсильванцям, щоб ті перетинали межу штатів і голосували за кандидатів-вігів у Нью-Йорку під час виборів 1838 року.
20 жовтня 1880 року, незадовго до президентських виборів 1880 року, опубліковано підроблений лист нібито Джеймса А. Гарфілда із підтримкою імміграції китайців до США. У той час більшість білих американців виступали проти імміграції з Китаю, й обидва кандидати в президенти виступали за імміграційні обмеження.
За тиждень до президентських виборів 1884 року кандидат від республіканців Джеймс Г. Блейн відвідав зустріч, на якій пресвітеріанський проповідник Семюель Д. Бурхард висловив думку, що демократи були партією «рому, романізму та повстання». Те, що Блейн не заперечив Бурхарду, коштувало йому підтримки з боку противників сухого закону, римсько-католицьких іммігрантів та жителів півдня.
За тижні до президентських виборів 1920 року ходили чутки про те, що Воррен Гардінг був афроамериканцем. Кампанія Гардінга боялася, що чутки вплинуть на його популярність серед білих південців, тому поставила перед собою завдання довести білизну́ Гардінга.
Менш ніж за місяць до президентських виборів 1940 року прессекретар президента Рузвельта Стівен Ерлі ударив коліном у пах чорношкірого поліцейського біля Медісон-сквер-гарден. Рузвельт вже стикався зі скептицизмом з боку чорношкірих виборців через його неспроможність десегрегувати військових. Рузвельт відповів за кілька днів до виборів, призначивши першого чорношкірого генерала в країні Бенджаміна О. Девіса-молодшого й оголосивши про створення підрозділу Пілотів Таскігі.
Суецька криза та Угорська революція називали жовтневими сюрпризами під час президентських виборів 1956 року.
7 жовтня 1964 року, як раз за місяць до президентських виборів 1964 року, один з головних помічників президента Джонсона, Волтер Дженкінс, був заарештований за порушення громадського порядку з іншим чоловіком у YMCA у Вашингтоні — газета Toledo Blade описувала це місце як «настільки горезвісне місце збору гомосексуалів, що окружна поліція вже давно повстановлювала там вічка для спостереження»[джерело?]. Однак через тиждень Микита Хрущов був відсторонений від влади у Радянському Союзі, лейбористська партія перемогла на виборах у Великій Британії, а Китай провів перші випробування ядерної зброї.
Під час президентських виборів 1968 року Г'юберт Гамфрі, підтримка якого різко піднялася через крах голосування Воллеса, почав публічно дистанціюватися від адміністрації Джонсона щодо питань війни у В'єтнамі, закликаючи припинити бомбардування. Ключовий поворотний момент для кампанії Гамфрі стався у вихідні перед виборами, коли президент Джонсон офіційно оголосив про припинення бомбардування і навіть про можливу мирну угоду. «Геловінський мир» дав кампанії Гамфрі вкрай необхідний поштовх. Крім того, сенатор Юджин Маккарті нарешті підтримав Гамфрі в кінці жовтня, попередньо відмовлявшись це зробити, і напередодні виборів опитування показували нічию.
Під час президентських виборів 1972 року між чинним президентом-республіканцем Річардом Ніксоном та демократом Джорджем Макговерном Сполучені Штати вели четвертий рік переговорів про припинення тривалої війни у В'єтнамі.
26 жовтня 1972 року, за дванадцять днів до виборів, головний переговорник США і радник президента США з питань національної безпеки Генрі Кіссінджер з'явився на пресконференції, що відбулася в Білому домі, і оголосив: «Ми вважаємо, що мир близько». Незважаючи на те, що Ніксон пообіцяв закінчити війну під час своєї президентської виборчої кампанії чотирма роками раніше, не зумів припинити бойові дії, але значно зменшив участь США, особливо сухопутних військ.
Хоча у переобранні Ніксона уже практично не було сумнівів, заява Кіссінджера про те, що «мир близько» збільшила і без того високу підтримку Ніксона серед електорату: на виборах Ніксон переміг Макговерна у всіх штатах, крім Массачусетсу, а за голосами виборців виграв з відривом у 23,2 відсоткові пункти — найбільшим відривом з 1936 року. Решта сухопутних військ США були виведені в 1973 році, але військове втручання США у В'єтнамі тривало до 1975 року

## 1980: Картер проти Рейгана
На президентських виборах 1980 року претендент від республіканської партії Рональд Рейган побоювався, що угода про звільнення американських заручників в Ірані в останню хвилину може заробити чинному президенту Джиммі Картеру достатню кількість голосів для переобрання. У результаті, за кілька днів до виборів у пресі висвітлювалося рішення уряду Ірану — й одночасне оголошення Картера — про те, що заручники будуть звільнені лише після виборів.

## 1992: Клінтон проти Буша
У червні 1992 року міністр оборони в уряді Рональда Рейгана Каспар Вайнбергер був звинувачений у справі Іран-Контрас.   Хоча він стверджує, що принципово виступав проти продажу, Вайнбергер брав участь у передачі Ірану американських ракет TOW, які використовувалися для зупинки великої танкової армії Саддама Хусейна, і пізніше його звинуватили в злочинній брехні незалежному адвокату Іран-Контрас під час розслідування. Республіканці гнівно звинуватили незалежного адвоката Лоуренса Е. Волша в тому, що час для обвинувачення Вайнбергеру був обраний так, щоб зашкодити шансам Джорджа Буша-старшого на переобрання. Під час кампанії, коли наближався суд над Вайнбергером, з’являлася більш конкретна інформація про безпосередню роль Буша, включаючи заяви спеціаліста Рейгана з питань Близького Сходу Говарда Тейчера про те, що Буш знав про угоду зі зброєю навесні 1986 року, а також ізраїльську записку, яка чітко давала зрозуміти, що станом на липень 1986 року Буш був добре обізнаний про угоду.